# Fatah al Islam

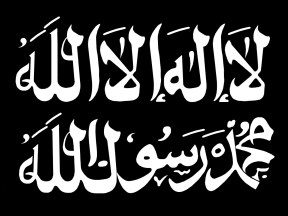
O estandarte negro do Fatah al-Islam.

Fatah al-Islam, (árabe: فتح الإسلام, literalmente "Conquista do Islão") é um grupo palestiniano que opera a partir do campo de refugiados de Nahr al-Bared no norte do Líbano. Foi formado em Novembro de 2006 por dissidentes do grupo Fatah al-Intifada, pró-sírio, o qual por sua vez é uma dissidência da Fatah.
A Fatah al-Islam é dirigida por um fugitivo palestiniano chamado Shaker al-Abssi. Os membros do grupo têm sido descritos como militantes  jihadistas. O grupo tem sido descrito como um movimento terrorista inspirado na al-Qaeda. O seu objectivo declarado é reformar os campos de refugiados com base na lei islâmica da charia. Os seus alvos principais são Israel e os Estados Unidos da América.
Em 20 de Maio de 2007 a Fatah al-Islam e as forças armadas libanesas entraram em confrontos directos, provocando dezenas de mortos, entre soldados, militantes e civis.